# Norbert Hummelt

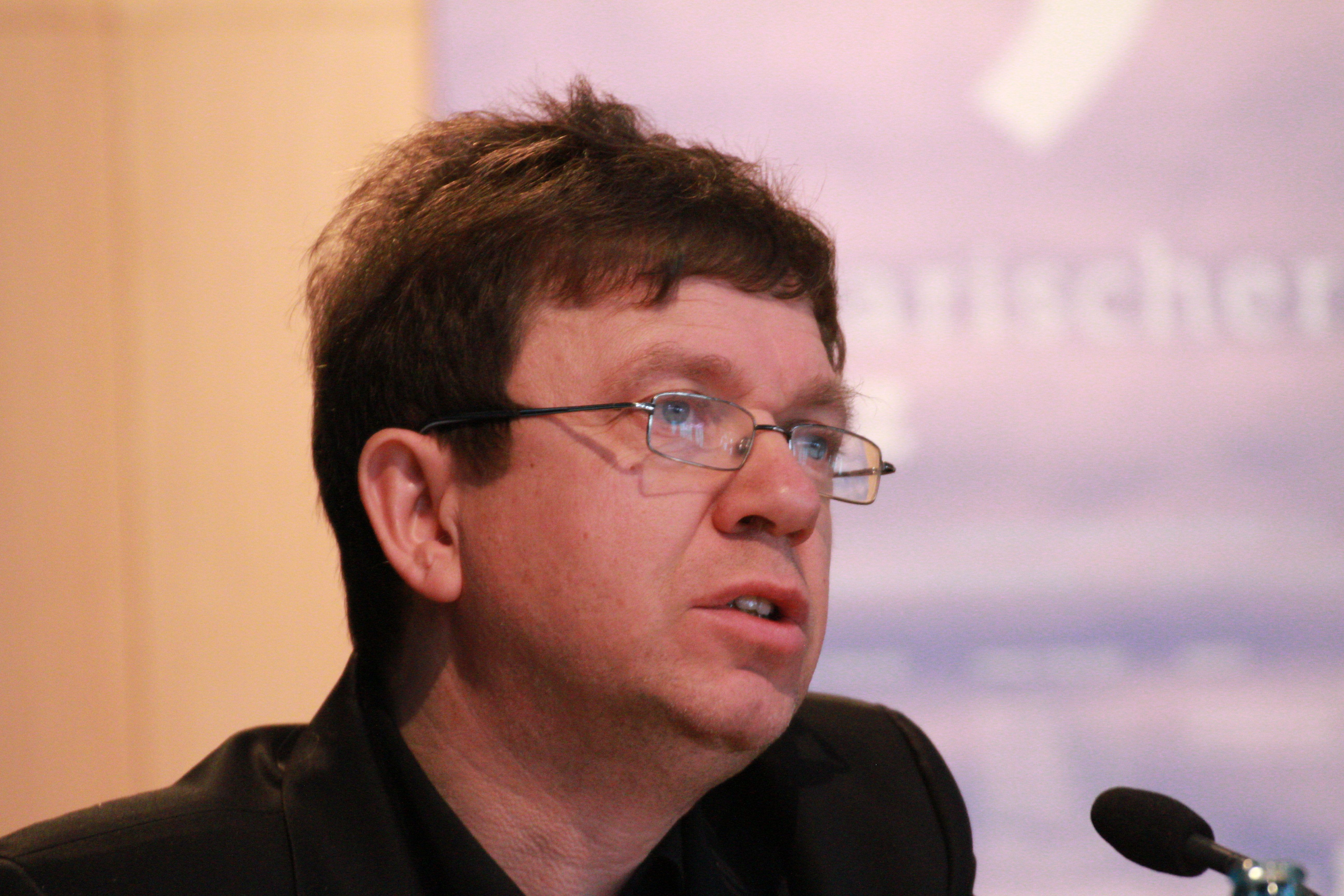
Norbert Hummelt als Jurymitglied beim Literarischen März 2015

Norbert Hummelt (* 30. Dezember 1962 in Neuss) ist ein deutscher Dichter, Übersetzer und Kulturjournalist.

## Leben und Werk
Nach dem Abitur studierte Norbert Hummelt bis 1990 Germanistik und Anglistik an der Universität zu Köln. Er verfasst in erster Linie Lyrik und Essays, die in zahlreichen Anthologien und Literaturzeitschriften veröffentlicht wurden. Darüber hinaus übersetzt er Lyrik aus dem Englischen und Dänischen. Hummelt schrieb zunächst (wie beispielsweise auch Marcel Beyer, mit dem er lange zusammenarbeitete) experimentelle Gedichte in der Nachfolge von Rolf Dieter Brinkmann und Thomas Kling. 1997 wandte er sich mit seinem zweiten Gedichtband „singtrieb“ stärker traditionellen Formen zu und näherte sich Konzepten der Romantik. Von 1988 bis 1992 war er Leiter der Kölner Autorenwerkstatt. Er lehrte u. a. am Deutschen Literaturinstitut Leipzig. Er war Mitglied im PEN-Zentrum Deutschland und ist Mitgründer des PEN Berlin.
Norbert Hummelt lebt seit 2006 in Berlin, zuvor langjährig in Köln.
2022 veröffentlichte Hummelt mit „1922. Wunderjahr der Worte“ sein erstes dokumentarisches Buch, in dem er auf leichtfüßige Weise die Erlebnisse zahlreicher Persönlichkeiten aus Kunst und Kultur miteinander verknüpft.

## Einzeltitel
- knackige codes. Gedichte, Galrev, Berlin 1993.
- singtrieb. Gedichte (mit CD), Urs Engeler Editor, Weil am Rhein 1997.
- Zeichen im Schnee. Gedichte, Luchterhand Literaturverlag, München 2001.
- Bildstock. Gedichte, Kunstverein Hasselbach 2003.
- Stille Quellen. Gedichte, Luchterhand Literaturverlag, München 2004.
- Totentanz. Gedichte, Luchterhand Literaturverlag, München 2007.
- Wie Gedichte entstehen. (mit Klaus Siblewski) Luchterhand Literaturverlag, München 2009.
- Pans Stunde. Gedichte, Luchterhand Literaturverlag, München 2011.
- Fegefeuer. Gedichte, Luchterhand Literaturverlag, München 2016, ISBN 978-3-630-87521-7.[3]
- Der Atlas der Erinnerung. NIMBUS, Wädenswil 2018 ISBN 978-3-03850-048-3.
- Die versunkene Kathedrale. Sankt Hedwig und das Forum Fridericianum. (= Sankt Hedwig Mitte, Band 6) Herder, Freiburg-Basel-Wien 2020, ISBN 978-3-451-38909-2.
- Sonnengesang. Gedichte, Luchterhand Literaturverlag, München 2020, ISBN 978-3-630-87630-6.
- 1922 - Wunderjahr der Worte. Luchterhand Literaturverlag, München 2022, ISBN 978-3-630-87654-2.
- Eselsohren - Essays zur Literatur, NIMBUS, Wädenswil 2024, ISBN 978-3-03850-097-1.

## Anthologien und Literaturzeitschriften (Auswahl)
Anthologien
- Karl Otto Conrady (Hrsg.): Der Große Conrady. Das Buch deutscher Gedichte. Von den Anfängen bis zur Gegenwart, Düsseldorf 2008.
- Christoph Buchwald (Hrsg.): Jahrbuch der Lyrik (regelm. seit 1990).
- Axel Kutsch (Hrsg.): Versnetze (unregelm. seit 1987).
- Steffen Marciniak (Hrsg.): Entführung in die Antike. Berlin: Verlag PalmArtPress 2019, ISBN 978-3-96258-039-1

Literaturzeitschriften
- BELLA triste
- Edit
- Text + Kritik

## Herausgabe
- potztausend. In Zusammenarbeit mit der Stiftung City-Treff. Herausgegeben von Norbert Hummelt und Ekkehard Skoruppa. Ill. von Heribert Stragholz. Texte von Pilar Baumeister. (= Edition Kölner Texte, Band 1) Emons, Köln 1992, ISBN 3-924-49137-2.
- William Butler Yeats, Die Gedichte, Luchterhand Literaturverlag, München 2005.
- Jahrbuch der Lyrik 2006 (mit Christoph Buchwald), S. Fischer, Frankfurt am Main 2005.
- Lyrikedition 2000 (von 2005 bis 2008).
- Abschied nehme ich schon immer - Rolf Persch, Gedichte, mit einem biographischen Essay von Sabine Schiffner, Sprungturm Verlag, Köln 2016, ISBN 978-3-9816990-8-1.
- SIMURGH. Junge Lyrik aus Kasachstan, Kirgistan, Tadschikistan, Turkmenistan, Usbekistan. Herausgegeben von den Goethe-Instituten Kasachstan und Usbekistan und Norbert Hummelt. Das Wunderhorn: Heidelberg 2023, ISBN 978-3-88423-687-1.

## Übertragung
- Inger Christensen, Das Schmetterlingstal. Ein Requiem. In: Schreibheft Nr. 52, Essen 1999.
- T. S. Eliot, Four Quartets., Rigodon, Essen 2006.
- T. S. Eliot, Das öde Land, Suhrkamp, Frankfurt am Main 2008 ISBN 978-3-518-42022-5
- Bela Chekurishvili, Barfuß. Gedichte. Das Wunderhorn, Heidelberg 2018, ISBN 978-3-88423-593-5.
- Bela Chekurishvili, Das Kettenkarussell. Gedichte. Das Wunderhorn, Heidelberg 2021, ISBN 978-3-88423-654-3. Dazu Norbert Hummelt: Die ganze Küche ist heute gut drauf. Nachdenken über das Nachdichten aus fremden Sprachen. Zu Bela Chekurishivili, Das Kettenkarussell, mit Reisenotizen aus Georgien.[4]

## Auszeichnungen
- Förderpreis des Landes Nordrhein-Westfalen  1995
- Rolf-Dieter-Brinkmann-Stipendium der Stadt Köln 1996
- Mondseer Lyrikpreis 1998
- Hermann-Lenz-Stipendium 2000
- Fellow der Raketenstation Hombroich 2005
- Niederrheinischer Literaturpreis 2007
- Hölty-Preis für Lyrik der Landeshauptstadt und der Sparkasse Hannover 2018[5]